# 惠廣史
惠廣史（1981年2月1日—），是日本女性漫畫家，石川县金泽市出身。她是漫画家ヒロユキ的姐姐。

## 作品

### 漫畫
- 創龍傳、全5冊、改編自田中芳樹的同名小說。
- 《BLOODY MONDAY》系列、原作：龍門諒
  1. 《血色星期一》、全11卷
  2. 《潘朵拉之盒》、全8卷
  3. 《最終時刻》、全4卷
- 《ACMA:GAME 惡魔遊戲》原作：メーブ、全22卷
- 《This Man 為看到那張臉的人帶來死亡》、原作：花林ソラ，全5卷
- 《奸義輓歌》、與今村翔吾共同製作。全4卷
- 《GOLDENMAN》、原作：Petos

### 單篇
- HALLOWEEN OF FULLMOON（2002年、Magazine FRESH）以「森田隆司」名義。
- バレンタイン・スノウ（2006年、Magazine SPECIAL）
- （2009年、Magazine SPECIAL）

### 其他
- 漫畫家與助手（第一話End Card）

## 师傅
- 寺嶋裕二

## 助手
- 佐藤友生
- 木下聰志

## 外部連結
- 惠廣史的X（前Twitter）
- 恵広史 公式ブログサイト〔恵工事中〕 （页面存档备份，存于）